# Schmidtsche Schack - Arvos
Die Schmidtsche Schack – Arvos GmbH (Eigenschreibweise SCHMIDTSCHE SCHACK | ARVOS) ist ein deutsches Unternehmen mit Sitz in Kassel. Das Unternehmen stellt Prozessgaskühlungssysteme für die chemische Industrie (insbesondere Petrochemie) und metallverarbeitende Industrie her. Es hat Standorte in Deutschland, den USA, Japan und Indien. Hervorgegangen ist es aus der von Wilhelm Schmidt 1910 gegründeten Schmidt'schen Heißdampf-Gesellschaft. Nach verschiedenen Umfirmierungen ist das Unternehmen heute als Schmidtsche Schack – Arvos GmbH als Teil der Arvos Group weltweit tätig. Der Umsatz für das Geschäftsjahr 2019 betrug ca. 130 Mio. Euro.

## Geschichte

### Unternehmensgeschichte im 19. Jahrhundert
Schon vor der Gründung des Unternehmens Schmidt’sche Heißdampfgesellschaft entwickelte der Ingenieur Wilhelm Schmidt ab 1880 Dampfmaschinen. Die erste Patentlizenz für eine Heißdampf-Schiffmaschine verkaufte er im Jahre 1887 an die Hamburger Werft Blohm & Voss. Ab 1890 begann das Geschäft mit dem Verkauf von Patentlizenzen für Heißdampf-Technik zu florieren. 1895 übernahm Wilhelm Schmidt die Kapitalmehrheit an der Ascherslebener Maschinenfabrik, die 1898 in eine Aktiengesellschaft umgewandelt wird. Schmidt übernahm ein Aufsichtsrat-Mandat und es erfolgte die Auslieferung der ersten beiden Heißdampf-Lokomotiven mit dem Schmidt’sche Überhitzersystem durch die Vulkan AG, Stettin und die Henschel & Sohn, Kassel an die Preußische Eisenbahngesellschaft. Es folgten weitere Gründungen von Gesellschaften zum Zweck des Vertriebs von Patentrechten an der Überhitzer-Technologie in England im Jahre 1899.

### Unternehmensgeschichte in der ersten Hälfte des 20. Jahrhunderts
1900 war auf der Weltausstellung in Paris die erste Heißdampf-Lokomotive mit Schmidt’scher Bauart vorgestellt und mit einem großen Preis ausgezeichnet. Ab 1902 stellten die Eisenbahngesellschaften in Deutschland, Europa und in Übersee ihren Lokomotivbau auf die Schmidt’sche Heißdampf-Technologie um.
1910 erfolgte die Gründung der Schmidt’sche Heißdampfgesellschaft in Kassel-Wilhelmshöhe. Es folgten weitere Gründungen von Gesellschaften zum Vertrieb von Lizenzen für die Nutzung von Überhitzer-Technologie in den USA, in England und in Frankreich. Zu diesem Zeitpunkt waren ca. 5.000 Lokomotiven mit Heißdampf-Technologie im In- und Ausland im Einsatz. Es folgten weitere technische Meisterleistungen in den nachfolgenden Jahren. Dazu gehören unter anderem die Auslieferung der 25.000sten Lokomotive mit Heißdampf-Technologie, der erste Hochdruck-Kessel mit 60 atü und die Entwicklung einer 4-zylindrigen Hochdruck-Kolbendampfmaschine.
1925 ward der Schmidt-Hartmann-Hochdruckkessel vorgestellt, der mehr als zwei Jahrzehnte den deutschen Kesselmarkt dominierte. Ein 1927 entwickeltes Kleinrohr-Überhitzer-System für Kleinbahn-Lokomotiven setzte sich europaweit durch. Die Firma Henschel & Sohn baute 1928 die erste 3-Zylinder-Hochdruck-Verbundlokomotive H17206, welche auf Plänen der Schmidt’sche Heißdampfgesellschaft beruht. Die Vereinigte Kesselwerke AG, Düsseldorf ward 1934 zum wichtigsten Lizenznehmer und lieferte mehr als 100 Heißdampfkessel vor allem an die IG Farbenindustrie in Leuna und Bitterfeld.
1943 wurden durch einen Luftangriff die Verwaltungs- und Versuchsgebäude fast vollständig zerstört, 1945 erfolgte die totale Zerstörung der Werkstatthalle. Die Produktion musste daraufhin eingestellt werden. Ab 1946 erfolgte der Wiederaufbau durch eigene Mitarbeiter. Im Jahre 1950 erfolgte die Verlagerung der Produktion von Kassel nach Göttingen. Dort erfolgte in den folgenden Jahren der Bau von Kesseln für unterschiedliche Leistungs- und Druckstufen und Propeller-Saugzuganlagen.

### Unternehmensgeschichte in der zweiten Hälfte des 20. Jahrhunderts
1955 ward im Lokomotivbau ein neuentwickelter Überhitzer mit Heißdampf-Temperaturen von über 400 °C eingeführt. Die Firma Henschel & Sohn wendete diese Technologie als erstes an, bevor diese weltweit ihren Einzug hielt. Ebenfalls in 1955 übernahm die Wiesbadener Westofen GmbH, eine Tochter der Didier-Werke AG, das Gesellschaftskapital von den Erben von Wilhelm Schmidt und ward dadurch neue Eigentümerin.
Im Rahmen von Entwicklungsarbeiten wurde 1959 der erste Spaltgaskühler für Äthylen-Anlagen auf Basis des Doppelrohrsystems der Heißdampf-Lokomotiven entwickelt. Dieser wurde 1960 bei den Rheinischen Olefinwerken in Wesseling bei Köln installiert und erfolgreich getestet. Ebenfalls 1960 wurden die letzten Heißdampf-Lokomotiven Schmidt’scher Bauart im Dienst der deutschen Bundesbahn stillgelegt. Das zerstörte Verwaltungsgebäude in Kassel-Wilhelmshöhe ward in diesem Jahr wiederaufgebaut. Es folgte der Neubau von Verwaltungs- und Fertigungsgebäuden in Kassel-Bettenhausen im Jahre 1964. Das Unternehmen ward 1970 an diesem Standort konzentriert und der Standort Göttingen aufgegeben.
Der 1.000 Spaltgaskühler ward 1976 produziert, diese Technologie wird mittlerweile in mehr als 20 Länder der Welt exportiert. 1976 wird die größte Dampfluftstation für ein Ölfeld der Wintershall AG im Bereich des Emslandes entwickelt. In den nachfolgenden Jahren wurden weitere Lösungen im Bereich der Wärmerückgewinnung entwickelt. Beispiele hierfür sind Produkte zur Salpeterherstellung und Synthesegaskühler zur Kohleverflüssigung. Im Jahre 1979 übernahm die Stuttgarter Energie- und Verfahrenstechnik GmbH (EVT), ein Unternehmen auf dem Gebiet der Feuerungstechnik, die Geschäftsanteile der Schmidt’sche Heißdampfgesellschaft von der Didier AG. Der Alsthom-Konzern mit Sitz in Paris übernahm 1989 die Stuttgarter Energie- und Verfahrenstechnik GmbH mit allen Tochterunternehmen. Im Jahre 1994 fusionierte die Schmidt’sche Heißdampfgesellschaft mit der Düsseldorfer Rekuperator-Schack GmbH (früher Dr.-Ing. Schack & Co., gegründet im Jahre 1931 durch Alfred Schack, Produktionsschwerpunkte waren Abhitze-Systeme zur Energierückgewinnung (Rekuperatoren) und Hochtemperatur-Wärmetauscher für metallurgische Prozesse), Düsseldorf und wurde 1995 in SHG Schack GmbH umbenannt. Im Jahre 1998 erfolgte eine erneute Umfirmierung in Alstom Energy Systems SHG GmbH.

### Unternehmensgeschichte im 21. Jahrhundert
Im Jahre 2000 änderte sich der Firmenname in Alstom Power SHG GmbH und danach in Alstom Power Energy Recovery GmbH. Das Unternehmen firmiert seit 2014 unter dem Namen Schmidtsche Schack – Arvos GmbH. Im Jahr 2018 wurde das digitale Geschäftsmodell vorgestellt, welches auf einer Internet-of-Things-Plattform (Industrie 4.0) den Anlagenbetreibern detaillierte Diagnose- und Prognoseinformationen über die Produkte liefert. Auf der Hannover-Messe wurde am 2. April 2019 veröffentlicht, dass das Unternehmen Mitglied der Open Industry 4.0 Alliance ist.

## Produkte
Das Unternehmen produziert Apparate zur Übertragung von Prozesswärme bei Temperaturen von bis zu 1.500 °C und einem Druck von bis zu 300 bar, wie zum Beispiel
- Spaltgaskühler für den Äthylenprozess
- Synthesegas-Kühler zur Kohle- oder Biomasseverflüssigung
- Prozessgaskühlsystem für die Wasserstoff-, Methanol-, Ammoniak- oder Salpetersäureherstellung
- Hochtemperaturprodukte, z. B. Luftvorwärmer für die industrielle Rußproduktion oder die Klärschlammverbrennung
- Befeuerte Erhitzer für die Vorwärmung verschiedener Stoffe in einer Vielzahl von chemischen und petrochemischen Prozessen

Darüber hinaus werden Dienstleistung im Bereich Service und Montage und eine digitale Lösung zur Anlagenüberwachung angeboten.